# Мауке (избирательный округ)
Мауке (Mauke) — один из 24 избирательных округов Островов Кука). Включает в себя остров Мауке.
Мапу Таиа (Mapu Taia) из Демократической партии Островов Кука в настоящее время депутат, представляющий этот избирательный округ в парламенте Островов Кука (избран в 2006 году).